# Горка-Ильинская
Горка-Ильинская — деревня в Вологодском районе Вологодской области.
Входит в состав Новленского сельского поселения, с точки зрения административно-территориального деления — в Новленский сельсовет.
Расстояние по автодороге до районного центра Вологды — 67 км, до центра муниципального образования Новленского — 7 км. Ближайшие населённые пункты — Горбово, Еремеево, Макарово, Филютино, Ермоловское.
По переписи 2002 года население — 8 человек.